# جناح دلتا

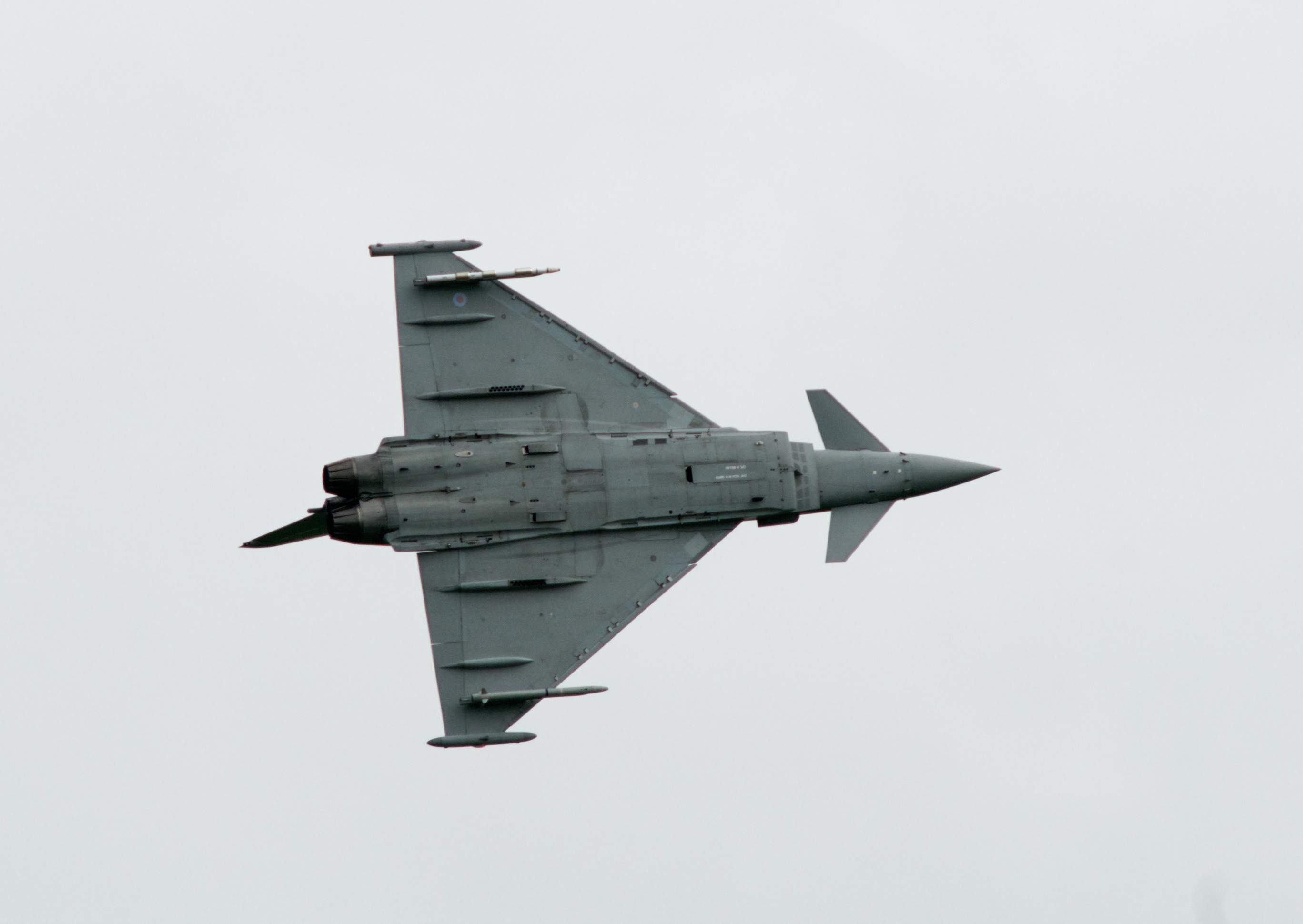
المقاتلة متعددة المهام يوروفايتر تايفون تستخدم الجناح دلتا.

جناح دلتا هو نوع من أنواع أجنحة الطائرات على شكل مثلث. سمي جناح دلتا نسبة إلى الحرف اليوناني دلتا والذي يشبه شكل المثلث. طور الجناح لأول مرة في ألمانيا بواسطة «إليكساندر ليبش» قبل الحرب العالمية الثانية مع أن ايا من تصميماته لم يشهد تطبيقا واسعا. قام بالانتقال بعد الحرب إلى الولايات المتحدة حيث عمل بشركة كونفير لصناعة الطائرات. بعد الحرب أصبح الجناح دلتا بلا ذنب تصميما مفضلا للطائرات ذات السرعات العالية واستخدم بشكل كبير أيضا في شركة داسو الفرنسية في معظم (أو تقريبا كل) طائراتها. كما استخدمت عدد من الطائرات البريطانية الجناح دلتا مثل القاذفة أفرو فولكان. كما طور نوع أخر من أجنحة الدلتا حيث أضيف إليه ذنب فسمي دلتا بذنب، واستخدم في العديد من الطائرات السوفييتية مثل الميج-21، السوخوي-9، السوخوي-11 والسوخوي-15 وبنيت عشرات آلاف الوحدات من هذه الطائرات.

## مميزات الجناح

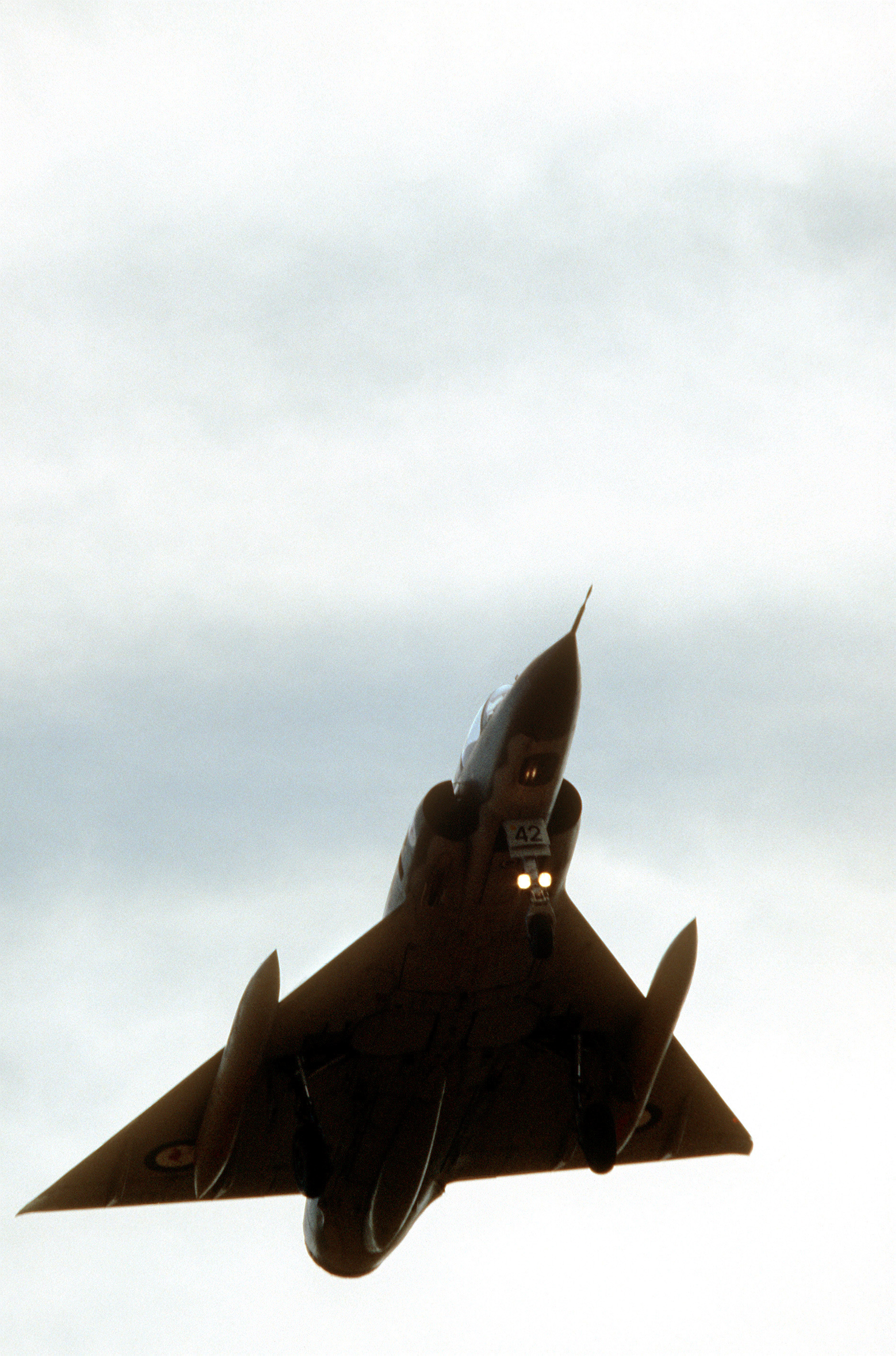
الطائرة الاعتراضية ميراج III يظهر فيها الجناح دلتا.

تعد الميزة الرئيسية للجناح دلتا أن حافته تظل وراء موجة الصدمة التي يولدها أنف الطائرة عند الطيران بسرعات فوق صوتية ويعد هذا تحسينا هاما عن الجناح العادي. ومع أن هذه الميزة تنطبق أيضا على الأجنحة المرتدة للوراء بشدة، إلا أن الجناح دلتا يمتد بكل طول جسم الطائرة تقريبا مما يجعله أقوى من الجناح المرتد الذي يتصل بسجم الطائرة في مساحة أقل. وبشكل عام يكون الجناح دلتا أقوى من الجناح المرتد للخلف الشبيه به كما يوفر الجناح دلتا للطائرة حجما يمكنها من حمل وقود داخلي أكثر وأماكن تخزين أخرى.
من مميزاته أيضا، أنه كلما زادت زاوية الهجوم، تشكل حافة الجناح دوامة تبقى ملتصقة بالسطح العلوي للجناح مما يعطيه زاوية مناورة عالية جدا. كما أن الجناح العادي المصمم للسرعات العالية، عادة ما يكون خطرا في السرعات البطيئة، ولكن عند استخدام الجناح دلتا، يتغير الجناح تبعا للدوامة التي تنشأ فوق سطحه، مما يجعله مناسبا للسرعات العالية والمنخفضة.
من المميزات أيضا هي سهولة تضنيع الجناح، المتانة ومساحة داخلية كبيرة لتخزين الوقود أو المعدات الأخرى. وبسبب بساطة الجناح، من الممكن تصنيعه بصلابة شديدة (حتى لو كان رفيعا بشكل كبير) كما أنه سهل التصنيع ورخيص نسبيا. كل هذه العوامل أدت إلى نجاح الطائرات ميج-21 وميراج III.

## عيوب الجناح
من عيوب الجناح (تلحظ خصوصا في التصميمات القديمة التي بلا ذنب) هي خسارة جزء كبير من الطاقة والسرعة عند الانعطاف بالطائرة مما يعد أحد العيوب في المناورات الجوية وعراك الكلاب.